# 절단오차
절단오차는 무한한 항으로 나타내어지는 수를 유한한 항으로 근사시킬 때 나타나는 오차이다. 예를 들어서 cos x를 테일러 급수로 나타낸 후, x = 0.5일 때 3개 항까지만 나타낸다면 다음과 같다.
{\displaystyle \cos 0.5=1-{\frac {1}{8}}+{\frac {1}{384}}\approx 0.8776041667}
x* = 0.8776041667라 하면 {\displaystyle \left|{\frac {\cos 0.5-x^{*}}{\cos 0.5}}\right|=2.4619\times 10^{-5}<5\times 10^{-5}}이므로 x*는 다섯 자리 유효숫자로 근사한다. 테일러급수의 절단오차 표현을 사용하면
{\displaystyle R_{6}(x)={\frac {f^{(6)}(z)x^{6}}{6!}}}
{\displaystyle f^{(6)}(z)=-\cos z}이므로 {\displaystyle R_{6}(x)={\frac {-\cos z}{6!}}x^{6}}
(0, 0.5) 구간에서 {\displaystyle |-\cos z|\leq 1}이므로 {\displaystyle R_{6}(x)\leq {\frac {1}{6!}}\times 0.5^{6}=0.217\times 10^{-4}}
실제 절대오차는 0.216×10-4이고, 나머지 공식에 의한 오차의 한계는 0.217×10-4이다.